# Dianthus pungens
Dianthus pungens är en nejlikväxtart. Dianthus pungens ingår i släktet nejlikor, och familjen nejlikväxter.

## Underarter
Arten delas in i följande underarter:
- D. p. brachyanthus
- D. p. gredensis
- D. p. hispanicus
- D. p. pungens
- D. p. ruscinonensis
- D. p. multiaffinis

## Bildgalleri

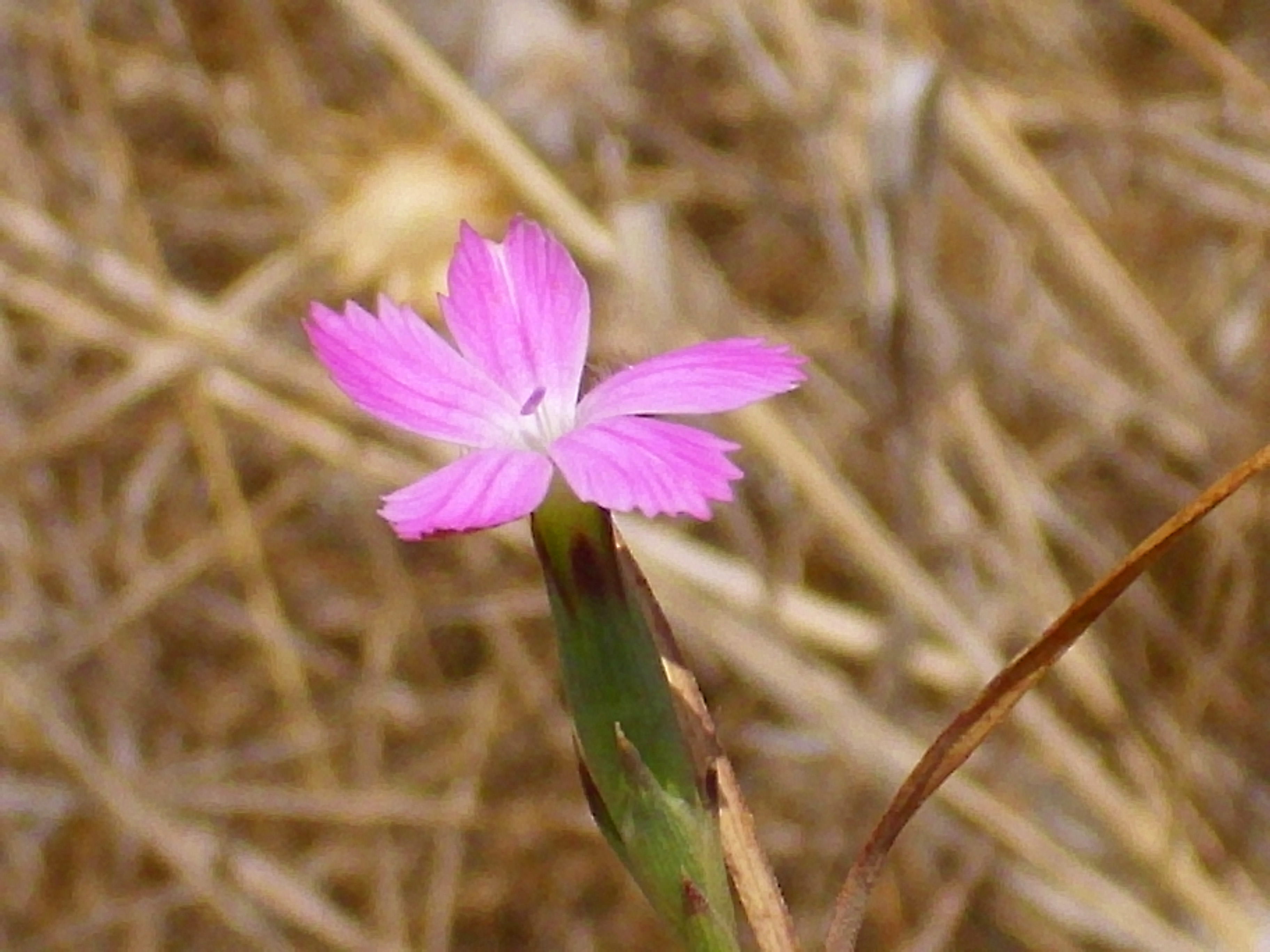